# Траут Лејк (Вашингтон)
Траут Лејк (енгл. Trout Lake) насељено је мјесто без административног статуса у америчкој савезној држави Вашингтон. Траут Лаке је неинкорпорирана заједница и пописом одређено мјесто у округу Кликитат, Вашингтон, Сједињене Америчке Државе. Број становника био је 672 на попису 2020. године. Траут Лејк је познат по својим органским млијечним и биљним фармама, и као приступна тачка за планину Адамс и заштићено подручје Национална шума Гифорд Пинчот. 

## Географија
Траут Лејк је у сјеверозападном углу округа Кликитат, 23 km (14 mi) јужно од 12,276 метара (3,742 м) високог врха планине Адамс. Државни пут 141 пролази кроз заједницу, путујући 35 km (22 mi) јужно до града Вајт Самон и 8 km (5,0 mi) западно до свог краја у Националној шуми Гифорд Пинчот. 
Према Бироу за попис становништва Сједињених Америчких Држава, Траут Лејк има укупну површину од 18,1 km2 (7,0 квадратних миља), од чега је 0,1 km2 (0,04 квадратних миља), или 0,61%, вода. Заједница се налази у долини Траут Лејка, одводи на југоисток у Траут Лејк Крик који тече до ријеке Вајт Салмон, јужне притоке ријеке Колумбија.

## Локација
Сљедећи дијаграм приказује најближе градове.

## Демографија
Према попису становништва Сједињених Америчких Држава из 2000. године, било је 494 људи, 210 домаћинстава и 144 породице које живе у Траут Лејку. Густина насељености била је 27,1 људи по км ².
Било је 210 домаћинстава од којих је 31,4% имало дјецу млађу од 18 година која су живјела са родитељима, 57,1% су били брачни парови који живе заједно, 8,1% је имало женског члана без мужа, а 31% су биле не-породице. 24,8 % свих домаћинстава чинили су појединци, а 5,7% је имало некога ко је живио сам и који је био старији од 65 година. Просјечна величина домаћинства била је 2,35, а просјечна величина породице 2,81. Становништво је било распоређено са 23,7% млађих од 18 година,7,7% од 18 до 24, 23,7% од 25 до 44, 32,8% од 45 до 60 година и 12,1% старијих од 65 година. Просјечна старост била је 43 године. На сваких 100 жена старијих од 18 година, било је 94,3 мушкараца. Просјечан приход по домаћинство у Траут Лејку био је 35,104 долара, а просјечан приход за породицу био је 39,861 долара. Мушкарци су имали просјечан приход од $ 43,125 у односу на $ 26,875 за жене. Приход по глави становника за Траут Лејк био је 18,253 долара. Око 9,7% породица и 14% становништва било је испод границе сиромаштва. 
Од пописа становништва Сједињених Америчких Држава из 2010. године, било је 557 људи, 224 домаћинства и 171 породица које живе у насељу. Густина насељености била је 78,5 људи по квадратној миљи. Било је 290 стамбених јединица у просјечној густини од 40.8 / ск ми. Расни састав Траут Лејка био је 92,6% белаца, 0,2% црнаца, 0,9% Индијанаца, 0,7% Азијата, 2,5% из других раса и 3,1% из двије или више раса. Хиспаноамериканци или Латиноамериканци било које расе били су 5,2% становништва. 
По попису из 2010. године број становника је за 63 (12,8%) становника виши него 2000. године.
Демографски распон обухватио је 130 (23,3%) млађих од 18 година,329 (59,1%) старости од 20 до 64 године и 85 (15,3%) који су били старији од 65 година. По полу, становништво је било 51,7% (288) мушкараца и 48,3% (269) жена. Средња старост била је 44,8 година.
У 2011. години, Америчка заједница Анкета процењује средњи приход од $ 31,563 (прилагођено за инфлацију,2011 долара) за појединца, и $ 56,250 за домаћинство. 
| Група             | 2000.       | 2010.       |
| Бијелци           | 459 (92,9%) | 506 (90,8%) |
| Афроамериканци    | 0 (0,0%)    | 1 (0,2%)    |
| Азијати           | 4 (0,8%)    | 4 (0,7%)    |
| Хиспаноамериканци | 16 (3,2%)   | 29 (5,2%)   |
| Укупно            | 494         | 557         |

## Клима
| Клима Mount Adams Ranger Sation, Washington, 1991–2020 normals: 1950ft (594m) | Клима Mount Adams Ranger Sation, Washington, 1991–2020 normals: 1950ft (594m) | Клима Mount Adams Ranger Sation, Washington, 1991–2020 normals: 1950ft (594m) | Клима Mount Adams Ranger Sation, Washington, 1991–2020 normals: 1950ft (594m) | Клима Mount Adams Ranger Sation, Washington, 1991–2020 normals: 1950ft (594m) | Клима Mount Adams Ranger Sation, Washington, 1991–2020 normals: 1950ft (594m) | Клима Mount Adams Ranger Sation, Washington, 1991–2020 normals: 1950ft (594m) | Клима Mount Adams Ranger Sation, Washington, 1991–2020 normals: 1950ft (594m) | Клима Mount Adams Ranger Sation, Washington, 1991–2020 normals: 1950ft (594m) | Клима Mount Adams Ranger Sation, Washington, 1991–2020 normals: 1950ft (594m) | Клима Mount Adams Ranger Sation, Washington, 1991–2020 normals: 1950ft (594m) | Клима Mount Adams Ranger Sation, Washington, 1991–2020 normals: 1950ft (594m) | Клима Mount Adams Ranger Sation, Washington, 1991–2020 normals: 1950ft (594m) | Клима Mount Adams Ranger Sation, Washington, 1991–2020 normals: 1950ft (594m) |
| Показатељ \ Месец                                                             | .Јан.                                                                         | .Феб.                                                                         | .Мар.                                                                         | .Апр.                                                                         | .Мај.                                                                         | .Јун.                                                                         | .Јул.                                                                         | .Авг.                                                                         | .Сеп.                                                                         | .Окт.                                                                         | .Нов.                                                                         | .Дец.                                                                         | .Год.                                                                         |
| ----------------------------------------------------------------------------- | ----------------------------------------------------------------------------- | ----------------------------------------------------------------------------- | ----------------------------------------------------------------------------- | ----------------------------------------------------------------------------- | ----------------------------------------------------------------------------- | ----------------------------------------------------------------------------- | ----------------------------------------------------------------------------- | ----------------------------------------------------------------------------- | ----------------------------------------------------------------------------- | ----------------------------------------------------------------------------- | ----------------------------------------------------------------------------- | ----------------------------------------------------------------------------- | ----------------------------------------------------------------------------- |
| Максимум, °C (°F)                                                             | 3,7 (38,6)                                                                    | 6,2 (43,2)                                                                    | 9,6 (49,3)                                                                    | 14,4 (58,0)                                                                   | 19,8 (67,6)                                                                   | 23,3 (73,9)                                                                   | 28,8 (83,9)                                                                   | 28,7 (83,7)                                                                   | 24 (75,2)                                                                     | 15,4 (59,8)                                                                   | 7,3 (45,2)                                                                    | 2,7 (36,8)                                                                    | 15,33 (59,6)                                                                  |
| Просек, °C (°F)                                                               | 0,1 (32,2)                                                                    | 1,6 (34,8)                                                                    | 4,1 (39,3)                                                                    | 7,6 (45,6)                                                                    | 12,1 (53,7)                                                                   | 15,2 (59,4)                                                                   | 19,4 (66,9)                                                                   | 19,1 (66,4)                                                                   | 14,9 (58,8)                                                                   | 8,6 (47,5)                                                                    | 3,1 (37,5)                                                                    | −0,5 (31,1)                                                                   | 8,78 (47,77)                                                                  |
| Минимум, °C (°F)                                                              | −3,4 (25,8)                                                                   | −3,1 (26,5)                                                                   | −1,5 (29,3)                                                                   | 0,7 (33,2)                                                                    | 4,4 (39,9)                                                                    | 7,2 (44,9)                                                                    | 9,9 (49,8)                                                                    | 9,5 (49,1)                                                                    | 5,8 (42,4)                                                                    | 1,7 (35,1)                                                                    | −1,2 (29,8)                                                                   | −3,7 (25,3)                                                                   | 2,19 (35,93)                                                                  |
| Количина падавинаmm (in)                                                      | 207,3 (8,16)                                                                  | 130,3 (5,13)                                                                  | 119,6 (4,71)                                                                  | 59,7 (2,35)                                                                   | 39,4 (1,55)                                                                   | 26,2 (1,03)                                                                   | 8,6 (0,34)                                                                    | 17 (0,67)                                                                     | 35,1 (1,38)                                                                   | 89,4 (3,52)                                                                   | 178,8 (7,04)                                                                  | 198,6 (7,82)                                                                  | 1.110,2 (43,71)                                                               |
| Количина снега, cm (in)                                                       | 86,4 (34,0)                                                                   | 39,1 (15,4)                                                                   | 21,3 (8,4)                                                                    | 3,3 (1,3)                                                                     | 0 (0)                                                                         | 0 (0)                                                                         | 0 (0)                                                                         | 0 (0)                                                                         | 0 (0)                                                                         | 0,3 (0,1)                                                                     | 18,3 (7,2)                                                                    | 71,1 (28,0)                                                                   | 239,8 (94,4)                                                                  |
| Извор #1: NOAA                                                                |                                                                               |                                                                               |                                                                               |                                                                               |                                                                               |                                                                               |                                                                               |                                                                               |                                                                               |                                                                               |                                                                               |                                                                               |                                                                               |
| Извор #2: WRCC (precipitation & snowfall)                                     |                                                                               |                                                                               |                                                                               |                                                                               |                                                                               |                                                                               |                                                                               |                                                                               |                                                                               |                                                                               |                                                                               |                                                                               |                                                                               |